# Трауберг, Илья Захарович
Илья Захарович Трауберг (при рождении Троуберг; 3 декабря 1905, Одесса — 18 декабря 1948, Берлин) — советский кинорежиссёр, киновед, сценарист, кинокритик, организатор кинопроизводства.

## Биография
Родился 20 ноября (по старому стилю) 1905 года в Одессе. Его отец, городокский мещанин Захар Дувидович Троуберг (1879 — 1932, Ленинград), был издателем и журналистом, сотрудником газет «Южное обозрение» и «Новые ведомости» (1918), впоследствии директором типографии ЛСПО (Ленинградского союза потребительских обществ) в Лештуковом переулке, 13; мать, Эмилия Соломоновна Вейланд (1881, Оргеев, Бессарабская губерния — 1934, Ленинград), дочь кишинёвского мещанина, была домохозяйкой. Родители заключили брак в Одессе 8 декабря 1900 года.  7 апреля 1913 года там же родители оформили развод. Братья — Леонид Захарович Трауберг, режиссёр; Виктор Захарович Трауберг (Авигдор Троуберг; 11 июля 1903, Одесса — 13 сентября 1974, Ленинград), сотрудник редакции журнала «Жизнь театра», впоследствии врач. По переезде матери с тремя сыновьями в Петроград семья воссоединилась с отцом и жила в доме № 7, кв. 4 по Коломенской улице.
В 1920—1924 годах учился на правовом отделении Петроградского университета, в 1924—1925 годах — на актёрском отделении Ленинградского института экранных искусств, в 1925—1926 годах — на факультете кино Института истории искусств.
С 1924 года писал рецензии на фильмы для различных ленинградских изданий. В 1927 году началась его сценарная деятельность. С 1928 года занимался режиссурой, выступая одновременно сценаристом некоторых своих фильмов. В 1929 году снял «Голубой экспресс» — фильм на материале китайской революции, соединивший язык «интеллектуального кино» с динамикой вестернов. В 1932 году по сценарию Иосифа Прута поставил фильм о борьбе немецкого пролетариата против зарождающегося фашизма — «Для вас найдется работа». «Частный случай» — первая работа режиссёра, посвященная советской молодежи. Сценарий был написан в содружестве с Николаем Чуковским. В 1935 году совместно с Михаилом Дубсоном работал над фильмом «Падение Ангела», в котором Михаил Жаров играл роль взломщика несгораемых шкафов. Попав в лагерь, Васька-Ангел проходил трудовую «перековку» и откалывался от блатного мира, за что был убит бывшими сообщниками. Однако сценарий не понравился Горькому, и проект законсервировали.
В 1936 году принимал участие в работе над фильмом Ленинградской студии кинохроники «Победный марш социализма» о праздновании 1 мая в Ленинграде. В том же году за фильм «Сын Монголии» о борьбе простого пастуха за свое счастье удостоен правительством Монгольской Народной Республики высшей награды — ордена Трудового Красного Знамени. 1 мая 1938 года на экраны вышел «Год 19-й» об обороне Астрахани, о большевике Андрее Лукине, прообразом которого стал Киров.
В 1938 году вступил в ВКП(б), назначен начальником сценарного отдела киностудии «Мосфильм». Тем временем познакомился с балериной Ольгой Лепешинской, и они стали мужем и женой.
В 1940 году снят с должности начальника сценарного отдела в связи с фильмом «Закон жизни», который резко не понравился Сталину. Совместно с Михаилом Дубсоном поставил музыкальный фильм, посвященный великому и вечному танцу — «Концерт-вальс» («Киноконцерт» № 2), в котором также участвовала Ольга Лепешинская. Брак с ней был вскоре расторгнут.
В середине июля 1941 года в декорациях фильма «Свинарка и пастух» приступил совместно с Александром Медведкиным к съёмкам киноконцерта «Мы ждём вас с победой», который в конце сентября вышел на экраны.
В 1941—1942 годах — режиссёр объединенной Ташкентской киностудии.
В 1943 году окончил авиационный факультет Военно-политической академии им. В. И. Ленина, который занимался подготовкой политработников для частей и соединений военно-воздушных сил. В звании капитана служил агитатором 208-й бомбардировочной авиадивизии, агитатором политотдела 2-й воздушной армии. Совершил также ряд боевых вылетов. Награждён Орденом Отечественной войны I и II степеней.
В ноябре 1947 года в качестве представителя Совэкспортфильма командирован в Берлин для учреждения совместного советско-германского акционерного общества по производству и прокату фильмов ДЕФА. На собрании акционеров утверждён членом совета директоров и художественным руководителем. В марте 1948 года по его инициативе была организована школа-студия ДЕФА, в которой он руководил актёрской мастерской.
18 декабря 1948 года внезапно скончался от инфаркта после небольшой вечеринки на квартире художественного директора киностудии Ханса Клеринга. Похоронен на Преображенском еврейском кладбище.

## Семья
Бабушка (со стороны отца) — Брайна Шмил-Дувидовна Троуберг (1851 — 3 января 1910, Одесса). Дед (со стороны матери) — Шлёма Мошкович (Соломон Моисеевич) Вейланд (1854—?), кишинёвский мещанин; бабушка — Шлима Лейзеровна Вейланд (София Лейзеровна, в девичестве Цукерман, 1855—?), дочь кишинёвского мещанина.

## Фильмография

### Режиссёр
- 1927 — Ленинград сегодня (короткометражный)
- 1928 — Буйной дорогой (короткометражный)
- 1929 — Голубой экспресс
- 1932 — Для вас найдётся работа
- 1933 — Частный случай
- 1936 — Сын Монголии
- 1938 — Год девятнадцатый
- 1941 — Концерт-вальс (с Михаилом Дубсоном)
- 1941 — Мы ждём вас с победой
- 1942 — Пауки (новелла в Боевом киносборнике № 11)

### Сценарист
- 1927 — Отважные мореплаватели
- 1928 — Снежные ребята
- 1929 — Голубой экспресс
- 1932 — Для вас найдётся работа
- 1933 — Частный случай
- 1938 — Год девятнадцатый
- 1941 — Концерт-вальс

### Ассистент режиссёра
- 1927 — Октябрь — ассистент Сергея Эйзенштейна

## Награды
- 29.08.1944 — Орден Отечественной войны I степени.
- 11.05.1945 — Орден Отечественной войны II степени.
- 09.05.1945 — Медаль «За победу над Германией в Великой Отечественной войне 1941—1945 гг.».
- 09.06.1945 — Медаль «За взятие Берлина».
- 09.06.1945 — Медаль «За освобождение Праги».

## Галерея
- Семейные фотографии из архива Натальи Трауберг